# Bernard Florian Bouet
Pour les articles homonymes, voir Bouet.
Bernard Florian Bouet est un homme politique français né le 18 décembre 1798 à Saint-Vincent (Lot-et-Garonne) et décédé le 10 mars 1880 à Agen (Lot-et-Garonne).

## Biographie
Avocat général à la cour d'appel d'Agen, il est député de Lot-et-Garonne de 1837 à 1844, siégeant dans la majorité conservatrice soutenant la Monarchie de Juillet. Il est ensuite président de chambre.